# Themus wittmeri
Themus wittmeri is een keversoort uit de familie soldaatjes (Cantharidae). De wetenschappelijke naam van de soort werd in 1963 gepubliceerd door Takehiko Nakane.